# Sex O'Clock
Sex O'Clock je český komediální televizní seriál režisérů Karoliny Zalabákové a Jana Bártka z roku 2023, kterou vyrobila produkční společnost Cinebonbon pro Voyo. Scénář napsali společně Karolina Zalabáková a Matěj Randár. Kreativní producentkou Voyo je Marta Fenclová.
Natáčení první řady probíhalo od srpna 2022.

## Děj
Hlavním hrdinou série je dospívající Adam Anenský (Maxmilián Kocek). Ten poslední roky řeší hlavně svou taneční kariéru a také to, kdy a s kým už konečně přijde o panictví. Jeho otec Michal (Jan Révai) ale převrátí celé rodině život naruby jedním zásadním odhalením. Odstartuje tím řetězec plný nečekaných událostí, se kterým si bude muset poradit hlavně jeho manželka Judita (Petra Bučková). Ale také babička Greta (Jana Švandová). A to ještě nikdo netuší, s čím přijde Adamova sestra Ema (Sára Korbelová).
Kamarády Adama jsou Johnny (Kryštof Švehlík) a David (Tom Sean Pšenička).

## Obsazení
| Maxmilián Kocek    | Adam Anenský               |
| Karolin Omastová   | Kristýna Baránková         |
| Petra Bučková      | Judita Anenská             |
| Sára Korbelová     | Ema Anenská                |
| Jan Révai          | Michal Anenský             |
| Jana Švandová      | Greta, babička Adama a Emy |
| Csongor Kassai     | Patrik, partner Michala    |
| Tom Sean           | David Doubek               |
| Iva Pazderková     | Davidova máma              |
| Viktor Dvořák      | Davidův táta               |
| Kristýna Leichtová | Dita, teta Alice           |
| Leona Skleničková  | Alice, kamarádka Emy       |
| Lucie Siposová     | Berta, kamarádka Judity    |
| Viviean Machková   | žakyně Kučavíková          |
| Josef Carda        | učitel Hilbert             |
| Eva Podzimková     | psycholožka Malá           |
| Jakub Žáček        | tanečník George            |
| Václav Vašák       | Vladimír Baránek           |
| Kryštof Švehlík    | Johnny                     |

## Vysílání
| Řada | Díly | Premiéra v ČR     | Premiéra v ČR   |
| Řada | Díly | První díl         | Poslední díl    |
| ---- | ---- | ----------------- | --------------- |
| 1    | 10   | 10. března 2023   | 12. května 2023 |
| 2    | 10   | 1. listopadu 2024 | 3. ledna 2025   |